# Gaëtane Thiney
Gaëtane Iza Laure Thiney (Troyes, Francia; 28 de octubre de 1985) es una futbolista francesa. Juega como centrocampista en el NJ/NY Gotham FC de la NWSL de Estados Unidos, cedida en préstamo por el Paris FC de la Division 1 Féminine.
Thiney jugó de pequeña en el Brienne-la-Château, y posteriormente pasó al Olympique Saint-Memmie, con el que debutó en la primera división francesa en 2000. En 2006 fichó por el US Compiegne, y en 2008 por el FCF Juvisy, con el que debutó en la Champions League.
En 2003 ganó la Eurocopa sub-19. En 2007 debutó con la selección francesa, con la que ha llegado a las semifinales del Mundial 2011 y los Juegos Olímpicos de Londres 2012, y los cuartos de final de las Eurocopas 2009 y 2013.

## Clubes
| Club                       | País           | Año         |
| -------------------------- | -------------- | ----------- |
| Olympique Saint-Memmie     | Francia        | 2000 - 2006 |
| US Compiègne Oise          | Francia        | 2006 - 2008 |
| Paris FC                   | Francia        | 2008 - 2021 |
| NJ/NY Gotham FC (préstamo) | Estados Unidos | 2021 - 2025 |

## Títulos

### Campeonatos internacionales
| Título                                        | Equipo               | Sede           | Año  |
| --------------------------------------------- | -------------------- | -------------- | ---- |
| Campeonato Europeo Femenino Sub-19 de la UEFA | Selección de Francia | Alemania       | 2003 |
| Copa de Chipre                                | Selección de Francia | Chipre         | 2012 |
| Copa de Chipre                                | Selección de Francia | Chipre         | 2014 |
| Copa SheBelieves                              | Selección de Francia | Estados Unidos | 2017 |